# Estavayer-le-Lac

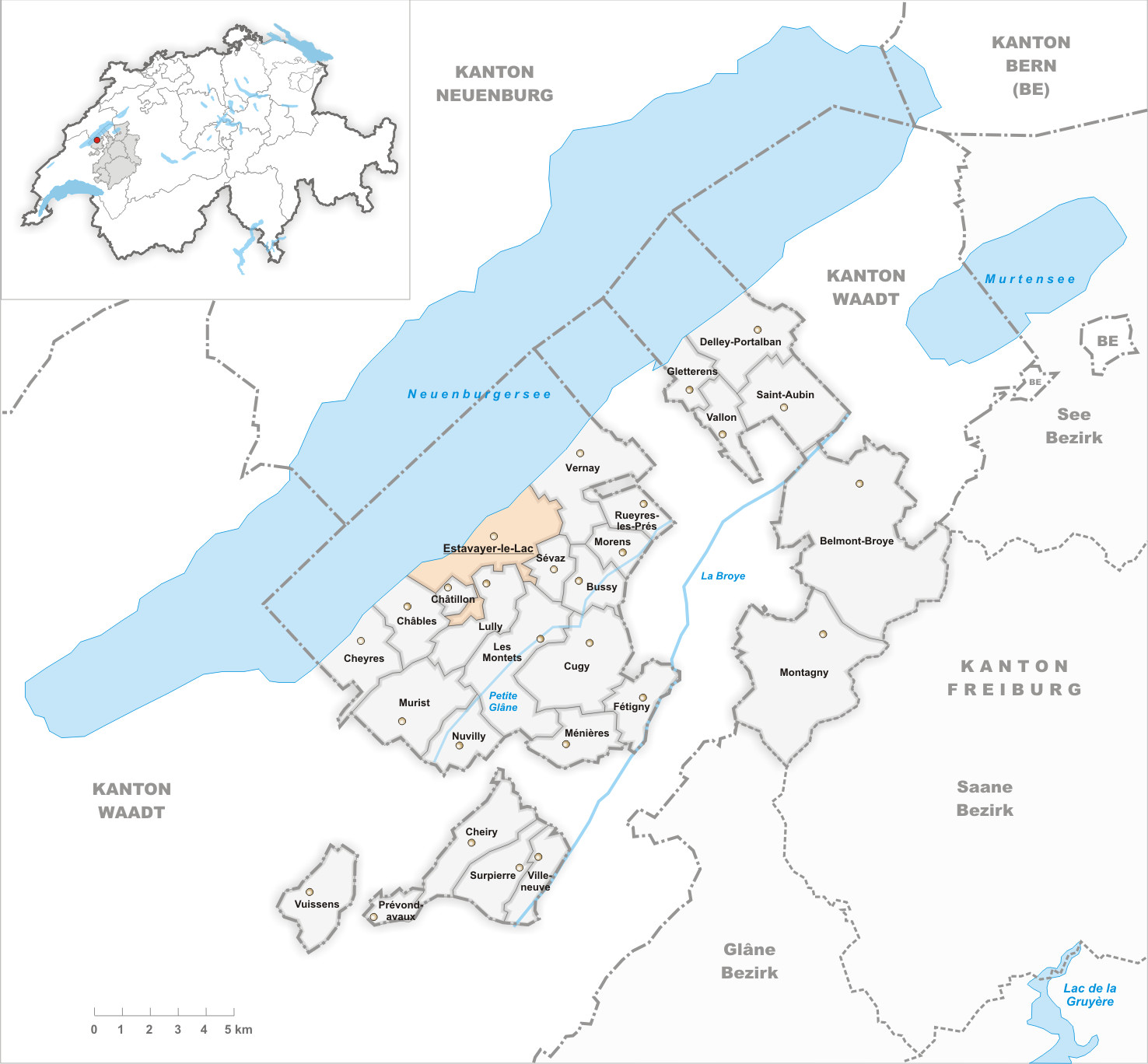
Gemeindestand vor der Fusion am 1. Januar 2017

Estavayer-le-Lac (französische Aussprache: [estavaje l(ə) lak]; in der frankoprovenzalischen Ortsmundart Thavalyi-le-Lé [θavaˈji lə ˈle]ⓘ oder [tavaˈji lə ˈle]) ist die namensgebende Stadt der Gemeinde Estavayer im Schweizer Kanton Freiburg und Hauptort des Broyebezirks. Der deutsche Name Stäffis am See wird heute kaum noch verwendet. Die historische Stadt liegt am Südufer des Neuenburgersees und bildet das regionale und wirtschaftliche Zentrum des freiburgischen Teils der Region Broye.
Bis zum 31. Dezember 2016 war Estavayer-le-Lac eine eigenständige politische Gemeinde. Am 1. Januar 2017 fusionierte Estavayer-le-Lac mit den ehemaligen Gemeinden Bussy, Morens, Murist, Rueyres-les-Prés, Vernay und Vuissens zur neuen Gemeinde Estavayer.

## Geographie
Estavayer-le-Lac liegt auf 448 m ü. M. in einer Exklave des Kantons Freiburg, 25 km westlich der Kantonshauptstadt Freiburg (Luftlinie). Das Städtchen im nordwestlichen Freiburger Mittelland erstreckt sich leicht erhöht über dem Südufer des Neuenburgersees und auf dem anschliessenden Plateau des breiten Höhenrückens, der den Neuenburgersee von der Broyeebene trennt.
Die Fläche des 8,90 km² grossen Gemeindegebiets umfasst einen Abschnitt am Südostufer des Neuenburgersees (rund 3,5 km Seeuferlänge). Im Bereich von Estavayer-le-Lac besitzt der See einen flachen, bis zu 500 m breiten Uferrandstreifen. Besonders im nordöstlichen Abschnitt ist dieser von einem Schilf- und Sumpfwaldgürtel bestanden, in dem sich der Weiher Grande Gouille befindet. Diese Zonen gehören zum Naturschutzgebiet der Grande Cariçaie.

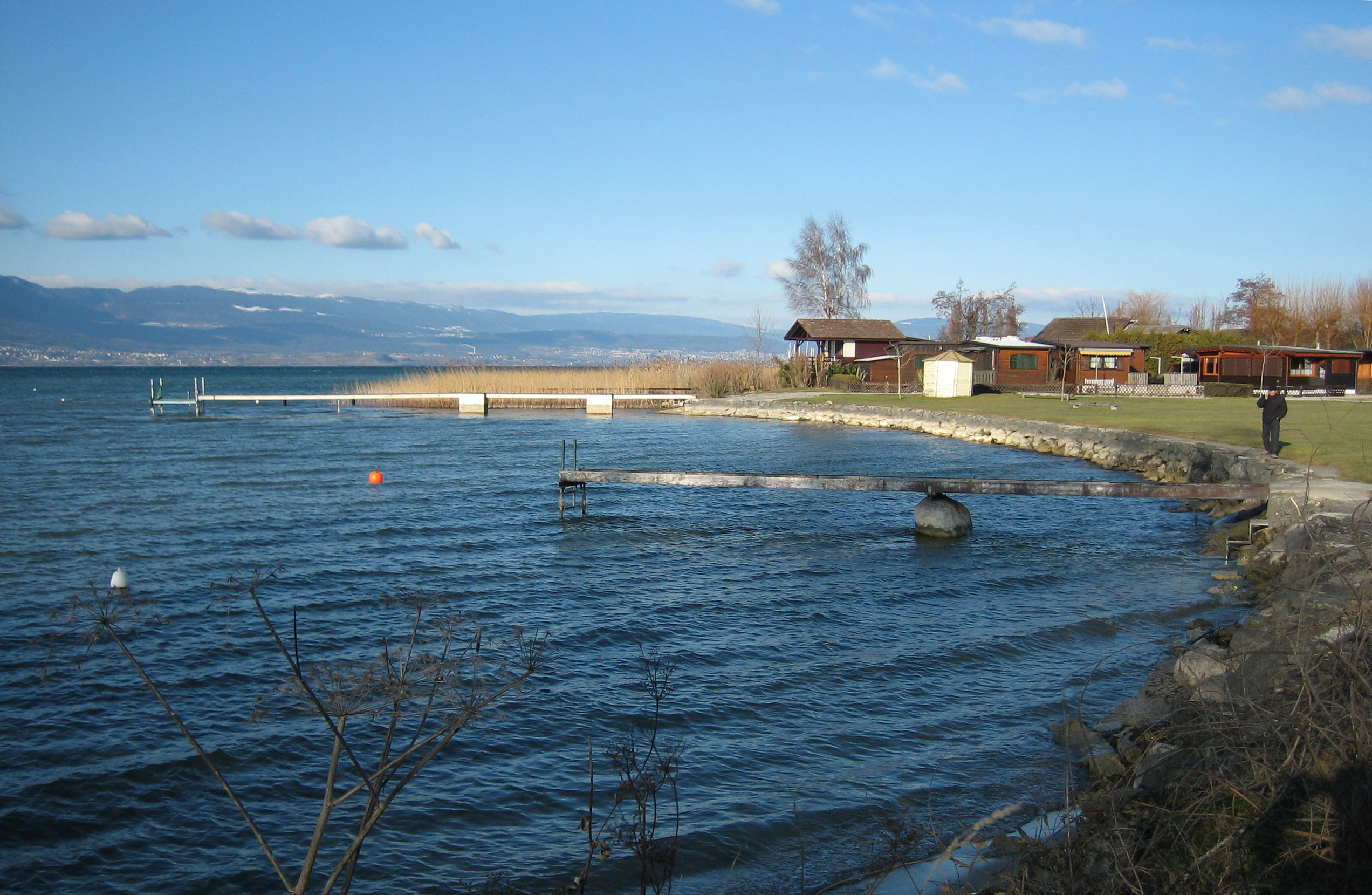
Ufer des Neuenburgersees

Daran schliesst sich im Süden eine 10 bis 40 Meter hohe Steilstufe an, die bei La Corbière von Sandsteinfelsen durchzogen ist. Oberhalb des Steilhanges geht das Gelände in eine weite Hochfläche über, die nur sehr geringe Reliefunterschiede aufweist. Es gibt hier zwei oberirdische Fliessgewässer, den Dorfbach von Lully (Ru des Vua), der westlich des Bootshafens in den Neuenburgersee mündet, und einen weiteren kleinen Bach, der bei La Corbière mit dem Wasserfall Saut de la Pucelle die Steilstufe zwischen Hochebene und Uferrandstreifen überwindet. Die höchsten Erhebungen von Estavayer-le-Lac werden mit 488 m ü. M. beim Gehöft Toutvent und auf der Flur Les Esserpis an der östlichen Gemeindegrenze erreicht. Von der Gemeindefläche entfielen 1997 31 % auf Siedlungen, 6 % auf Wald und Gehölze, 59 % auf Landwirtschaft, und etwas mehr als 4 % war unproduktives Land (Schilfgürtel).
Zu Estavayer-le-Lac gehören der Weiler La Corbière (465 m ü. M.) ganz im Nordosten des Gemeindegebietes auf dem Plateau oberhalb der Steilstufe, das 2012 eingemeindete Font sowie verschiedene Einzelhöfe. Nachbargemeinden von Estavayer-le-Lac waren Vernay, Sévaz, Les Montets, Lully, Châbles und Châtillon.

## Bevölkerung
Einwohnerzahlen: Volkszählungsdaten
Mit 6291 Einwohnern (Stand 31. Dezember 2016) gehörte Estavayer-le-Lac zu den mittelgrossen Gemeinden des Kantons Freiburg. Die Bevölkerungszahl ist seit 1900 langsam, aber kontinuierlich angestiegen. Bedeutende Bevölkerungszuwachsraten wurden zu Beginn des Jahrhunderts, während der 1960er-Jahre und seit 1990 verzeichnet. Anfang Februar 2009 wurde eine Einwohnerzahl von 5000 erreicht. Das Siedlungsgebiet von Estavayer-le-Lac ist heute nahezu lückenlos mit demjenigen der Nachbargemeinde Lully zusammengewachsen.
Bezüglich der Altersverteilung bilden gemäss Statistik vom Jahr 2000 die 20- bis 64-Jährigen mit 57,9 % die grösste Bevölkerungsgruppe, dann folgen die unter 20-Jährigen mit 28,7 % und die über 64-Jährigen mit 13,3 %.
Von den Bewohnern der Gemeinde sind 81,2 % französischsprachig, 5,8 % deutschsprachig, und 3,7 % sprechen Albanisch (Stand 2000). Die restlichen rund 9 % sind auf verschiedene Sprachgruppen verteilt, wobei Spanisch und Italienisch den grössten Prozentsatz ausmachen. Der Ausländeranteil beträgt ungefähr 24 % und liegt damit deutlich über dem Mittel des Kantons Freiburg (15 %).
Die Bevölkerung von Estavayer-le-Lac ist überwiegend katholisch. Im Jahr 2000 waren 64 % der Bewohner Katholiken, 13 % Protestanten, 8 % gehörten anderen Glaubensrichtungen an, 7 % waren konfessionslos und über den Rest existieren keine verlässlichen Angaben.

## Politik

### Legislative
Gesetzgebende Behörde ist der von den Stimmberechtigten der Gemeinde Estavaye alle fünf Jahre gewählte Generalrat (Conseil général). Die 60 Abgeordneten werden im Proporzwahlverfahren gewählt. Die Aufgaben des Generalrats umfassen die Budget- und Rechnungsabnahme, die Festlegung der Gemeindereglemente und die Kontrolle der Exekutive.
Bei den Wahlen im Jahr 2021 ergab sich folgende Sitzverteilung:
| Partei                                     | Anzahl Sitze | Sitze Stand 2025 |
| ------------------------------------------ | ------------ | ---------------- |
| Groupe Bussy-Morens-Rueyres-les-Prés (BMR) | 11           | 10               |
| Groupe indépendant                         | 5            | 5                |
| Groupe Vernay                              | 8            | 8                |
| Die Mitte (Centre)                         | 9            | 9                |
| Groupe Murist-Vuissens                     | 8            | 8                |
| FDP (PLR)                                  | 6            | 6                |
| SP/Grüne (PS/Vert)                         | 10           | 10               |
| SVP (UDC)                                  | 3            | 3                |
| vakant                                     |              | 1                |

### Exekutive
Ausführende Behörde ist der Gemeinderat (Conseil communal). Er besteht aus neun Mitgliedern und wird im Majorzwahlverfahren gewählt. Die Amtsdauer beträgt fünf Jahre. Der Gemeinderat ist für die Vollstreckung der Beschlüsse des Parlamentes, für die Ausführung der Gesetzgebung von Bund und Kanton sowie für die Repräsentation und Führung der Gemeinde zuständig. Der ebenfalls auf fünf Jahre gewählte Gemeindepräsident verfügt über erweiterte Kompetenzen.
Die neun amtierenden Gemeinderäte sind (Stand 2025):
- Eric Chassot (Mitte), Präsident
- Eric Rey (SP), Vizepräsident
- Philippe Aegerter (Mitte)
- Joseph Borcard (parteilos)
- Yves Blanc (Grüne)
- Samuel Ménétrey (Mitte)
- Carole Raetzo (parteilos)
- Marlis Schwarzentrub (FDP)
- Jacques Moret (SVP)

## Wirtschaft und Infrastruktur
Estavayer-le-Lac war stets ein agrarisch geprägtes Städtchen. Die landwirtschaftlichen Erzeugnisse des fruchtbaren Umlandes wurden hier verarbeitet und in den Handel gebracht. Auch die Fischerei im Neuenburgersee spielte eine wichtige Rolle. Die Industrialisierung des Städtchens begann 1777 mit der Gründung einer Zweigstelle der Indienne-Manufaktur von Cortaillod. Seit etwa 1900 prägten Fabriken der Nahrungsmittelindustrie die Wirtschaft.
Heute bietet Estavayer-le-Lac rund 2700 Arbeitsplätze an. Mit 1 % der Erwerbstätigen, die noch im primären Sektor beschäftigt sind, hat die Landwirtschaft nur noch einen marginalen Stellenwert in der Erwerbsstruktur der Bevölkerung. Etwa 42 % der Erwerbstätigen sind im industriellen Sektor tätig, während der Dienstleistungssektor 57 % der Arbeitskräfte auf sich vereinigt (Stand 2001).
Auf den fruchtbaren Böden in der Umgebung von Estavayer-le-Lac wird überwiegend Ackerbau und Gemüseanbau betrieben. Daneben sind auch der Obstbau und die Milchwirtschaft von Bedeutung.

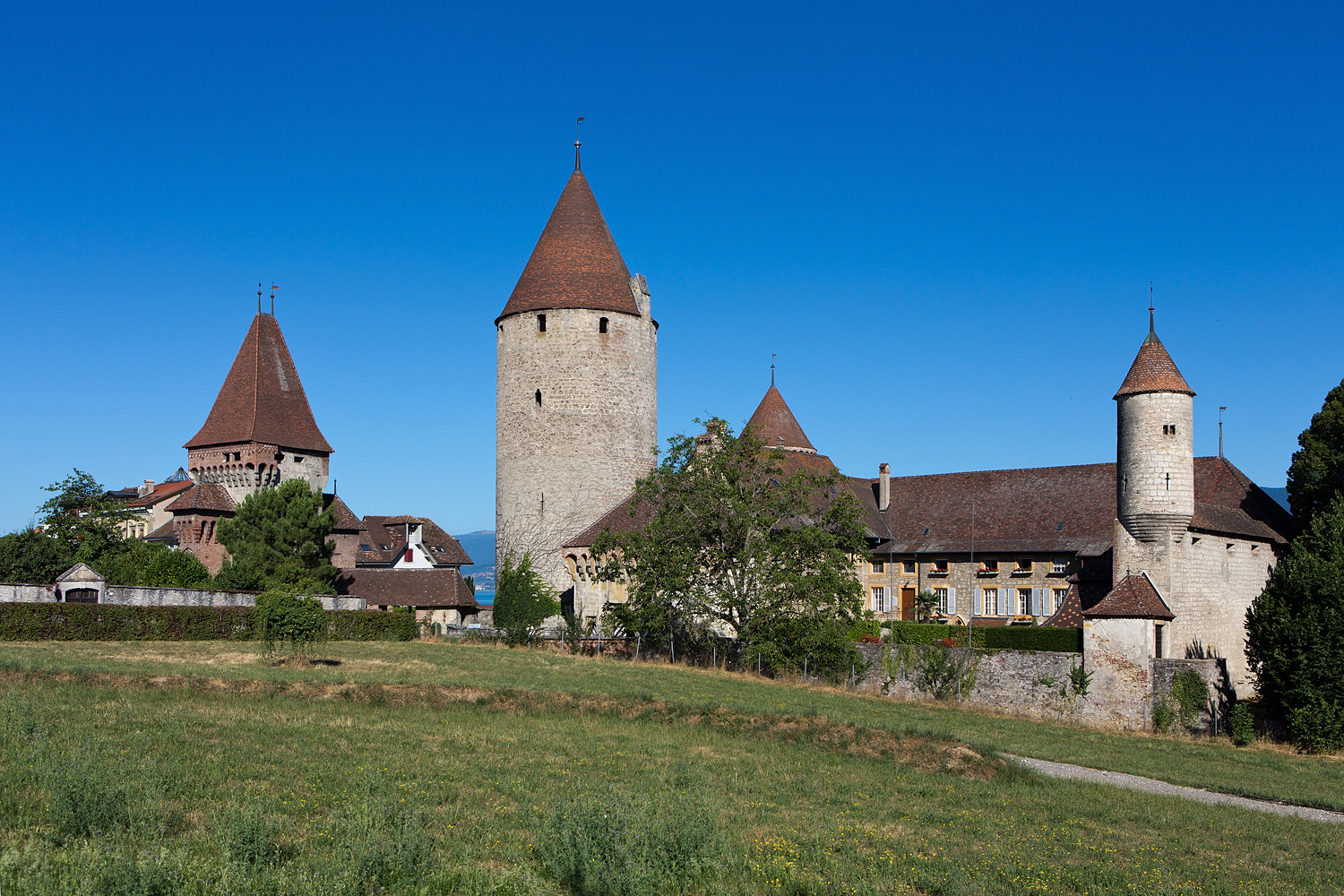
Schloss Chenaux

Die Industrie- und Gewerbegebiete von Estavayer-le-Lac befinden sich am Südrand der Altstadt und in Bahnhofnähe. Wichtige Unternehmen sind heute in den Bereichen Nahrungs- und Genussmittelverarbeitung (Molkerei Elsa Group, Konservenfabrik, Tabakfabrik), Holz- und Metallverarbeitung, im Baugewerbe und in der Elektrizität tätig. Daneben gibt es zahlreiche weitere kleinere und mittlere Betriebe, unter anderem in der Informationstechnologie, der Feinmechanik und der Textilindustrie.
Im tertiären Sektor vereinigen die Verwaltung, das Bildungs- und Gesundheitswesen und die Tourismus- und Gastronomiebranche zahlreiche Arbeitsplätze auf sich. Estavayer-le-Lac ist Standort des Bezirksspitals, das im Jahr 1999 mit dem Bezirksspital von Payerne zum Hôpital intercantonal de la Broye zusammengelegt wurde.
Zukunftsperspektiven für die Wirtschaft der Region bietet das Projekt Estavenir. Auf einem verkehrstechnisch gut erschlossenen Areal von rund 90'000 m² am Stadtrand ist die Erstellung eines Technologieparks für Forschung, Produktion, Gewerbe und Logistik geplant.

### Tourismus

Schloss Chenaux. Fotografie von Max van Berchem aus dem Jahr 1899

Als Touristenattraktionen von Estavayer-le-Lac gelten die weitgehend intakte mittelalterliche Altstadt mit dem Schloss Chenaux, das lokalhistorische Museum in der Maison de la Dîme, das so genannte Fröschemuseum (Musée des grenouilles), die Kunstgalerie und der Hafen am Neuenburgersee. Neben verschiedenen Hotels verfügt Estavayer-le-Lac auch über einen Campingplatz und einen Wasserskilift am See.
Seit 1991 findet das Musikfestival Estival Open Air statt.

### Verkehr

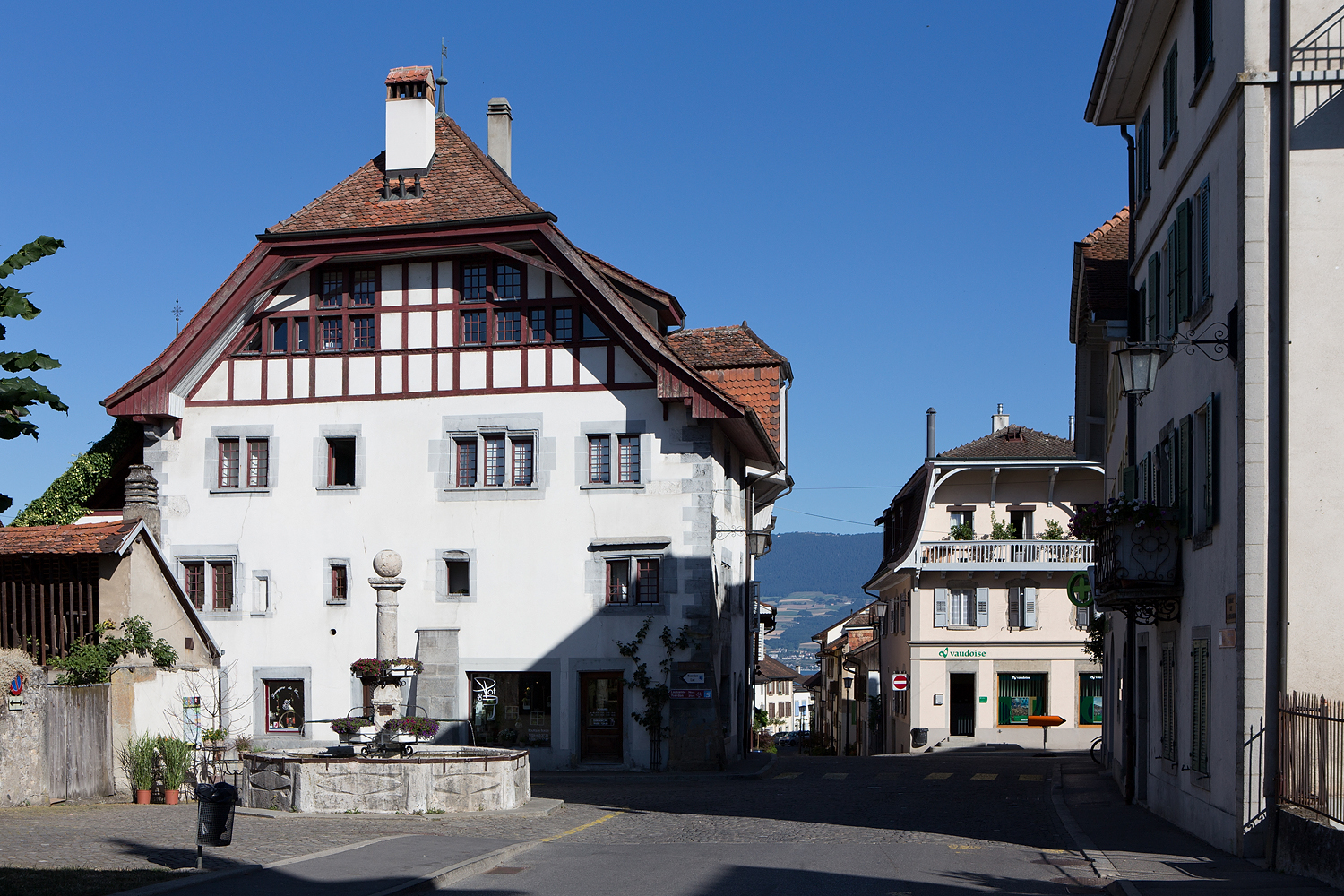
Eingang der Rue du Four, Altstadt

Die Gemeinde ist verkehrsmässig gut erschlossen. Sie liegt an der Hauptstrasse von Yverdon-les-Bains nach Payerne, von der hier die Strasse nach Avenches abzweigt. Die Altstadt ist seit einiger Zeit durch eine lokale Ortsumfahrung vom Transitverkehr entlastet. Der nächste Anschluss an die im Jahr 2001 eröffnete Autobahn A1 (Bern–Lausanne) befindet sich rund 2 km vom Stadtkern entfernt.
Die Anbindung an das schweizerische Eisenbahnnetz erfolgte am 1. Februar 1877, als die Linie zwischen Payerne und Yverdon den Betrieb aufnahm. Für die Feinverteilung im öffentlichen Verkehr sorgen die Buslinien der Transports publics Fribourgeois, die von Estavayer-le-Lac nach Cheyres, Gletterens, Granges-près-Marnand, Payerne und Vuissens  verkehren. Zudem wird ein Ortsbus betrieben.
Estavayer-le-Lac ist mit der Schifffahrtsgesellschaft auf dem Neuenburger- und Murtensee (LNM) mit den anderen Seeanstössergemeinden verbunden.

## Bildung
Die Stadt verfügt über sämtliche Infrastruktur der obligatorischen Schulstufen. Schüler der Oberstufe besuchen das im Sommer 2005 eröffnete kantonsübergreifende Gymnasium in Payerne (Gymnase intercantonal de la Broye). 

## Sport
Dank der günstigen Lage am See ist Estavayer-le-Lac ein beliebtes Ziel für Wassersportler. Am See bieten sich die Möglichkeiten, Wasserski oder Segelboot zu fahren, zu tauchen oder zu angeln. Des Weiteren befindet sich in der Nähe des Schlosses eine Minigolf-Anlage, und zwischen der Altstadt und dem Hafen gibt es mehrere Tennisplätze.
Zudem können die Bewohner in zahlreichen Sportvereinen und -clubs ihrem Hobby nachgehen.

## Geschichte

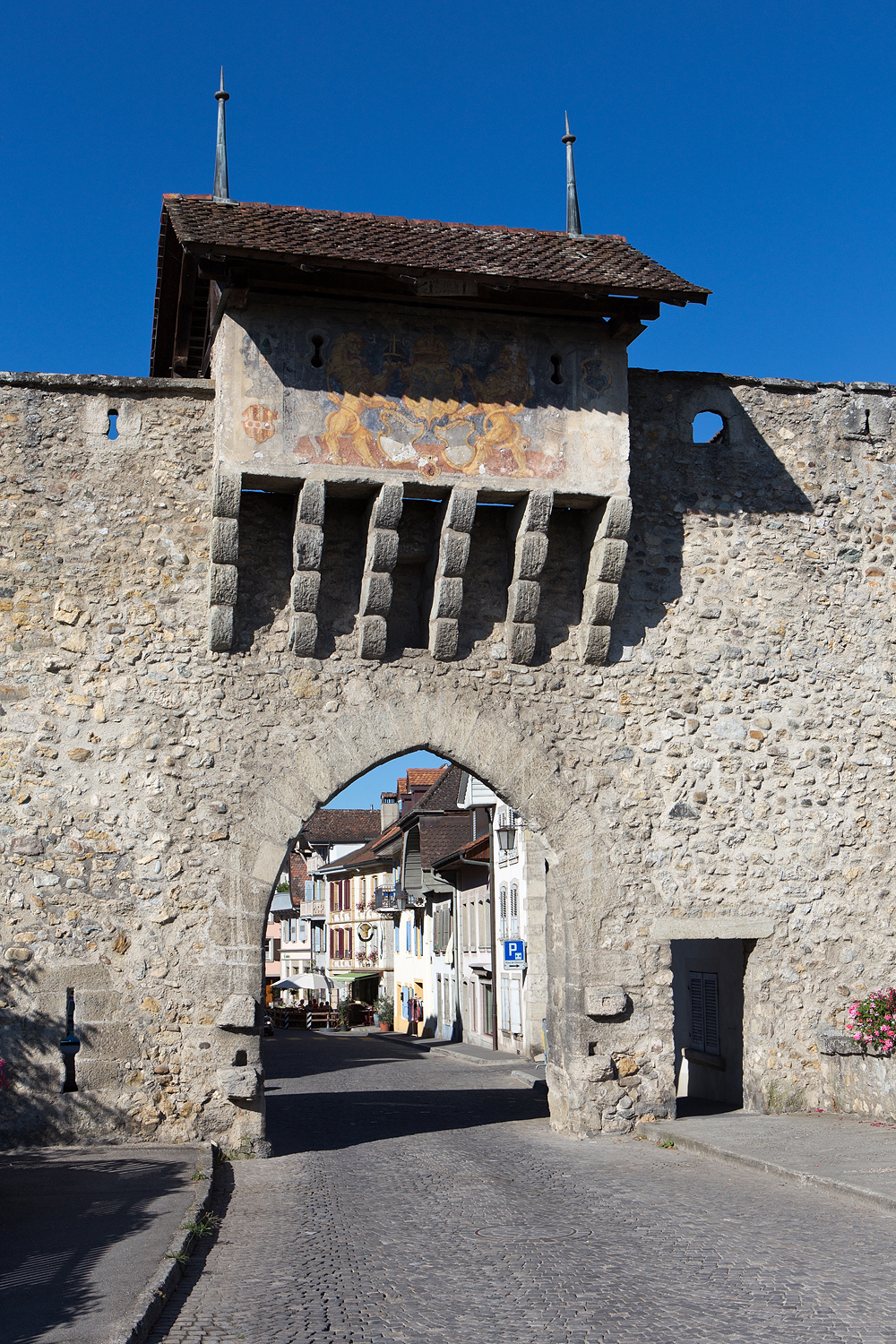
Porte du Camus

Historisches Luftbild von Werner Friedli vom 6. August 1964

Die Gegend um Estavayer war schon im 4. und 3. Jahrtausend vor Christus besiedelt, wie Reste von neolithischen Seeufersiedlungen zeigen. Auch aus der Bronzezeit sind Überreste von Pfahlbausiedlungen ausgegraben worden, die in der Zeit vom 11. bis zum 9. Jahrhundert vor Christus bewohnt waren. Dabei kamen bedeutende Funde (Schmuckstücke, Messer, Handwerksgeräte) zum Vorschein. Während die frühen Siedlungen sich auf das Seeufer konzentrierten, befand sich vermutlich eine eisenzeitliche Siedlung von 800 bis 450 vor Christus auf der Anhöhe an der Stelle der heutigen Altstadt. Eines der bedeutendsten Fundstücke der Gegend ist ein Dolch aus Eisen, der wahrscheinlich zwischen 650 und 550 vor Christus geschmiedet wurde und als Opfergabe diente.
Die erste urkundliche Erwähnung des Ortes erfolgte 1156 unter dem Namen Stavaiel. Später erschienen die Bezeichnungen Estavaiel (ab der zweiten Hälfte des 12. Jahrhunderts), Stavail (1177), Estavaye (1184) und im gleichen Jahr bereits Estavayer. Anschliessend änderte sich die Bezeichnung über Estavaie (1212) zu Estavaier (1228). Im Verlauf des 13. und 14. Jahrhunderts traten latinisierte Formen wie Estavayacum (1265) und Staviaco (1324) in Erscheinung. Mit der Benennung als Staviaco lacu im Jahr 1403 wurde erstmals eine deutliche Unterscheidung gegenüber der anderen Ortschaft Estavayer am Gibloux gemacht. Auch die deutschen Versionen Steviols (1231), Staviolo (1239) und Stäffies (1578) sind überliefert.
Die Herkunft des Ortsnamens ist bis heute nicht zweifelsfrei geklärt. Es existieren verschiedene etymologische Herleitungen, von denen die Ableitung vom lateinischen Wort stabulum (Stall, Aufenthaltsort) respektive der dazugehörigen Verkleinerungsform stabiellum am weitesten verbreitet ist. Andere Autoren führen den Ortsnamen auf den germanischen Personennamen Stavius zurück oder schlagen einen keltischen Ursprung wie stavaia (Gebäude) vor und ziehen damit Parallelen zur Herkunft des Ortsnamens Stäfa im Kanton Zürich. Als weitere mögliche Herleitungen figurieren das spätlateinische Wort stadivum (Ufer, Landestelle) und das germanische Wort staffal (Stafel, Berghütte). Diese Etymologie steht allerdings im Widerspruch zu den Lokalitäten des jeweils anderen Estavayer: Estavayer-le-Lac liegt am See, Estavayer-le-Gibloux am Rand der Voralpen.
Über die Ursprünge und das Gründungsdatum von Estavayer-le-Lac ist nur sehr wenig bekannt. Dass die Stadt bereits im Jahr 512 nach Christus von einem germanischen Anführer aus dem Volk der dort damals herrschenden Burgunden namens Stavius gegründet worden sein soll, konnte geschichtlich bis anhin nicht belegt werden und ist wohl eher einer Legende zuzuschreiben.
Es wird vermutet, dass Estavayer im 12. Jahrhundert durch den Bischof von Lausanne gegründet wurde. Die frühe Geschichte der Stadt ist stark mit derjenigen der Adelsfamilie von Stäffis (französisch: d’Estavayer) verbunden. Dieses Adelsgeschlecht beherrschte die Region von Estavayer und teilte sich gegen Mitte des 12. Jahrhunderts in zwei, später gar in drei Linien auf. Alle drei Zweige behielten ihren Sitz in Estavayer, und so kam es, dass das Städtchen im Mittelalter drei verschiedene Schlösser besass. Das ursprüngliche Schloss war Motte-Châtel im Westen der Altstadt (existiert heute nicht mehr), ein zweites befand sich im Südosten (man nimmt an, dass die Tour de Savoie zum ehemaligen Schloss gehörte), und das dritte und jüngste Schloss ist das heutige Château des Chenaux. Die Herrschaft Estavayer war aber territorial nicht strikt in drei Teilgebiete aufgesplittert, sondern es bestand meist eine gemeinsame Verwaltung durch die drei Mitherren.

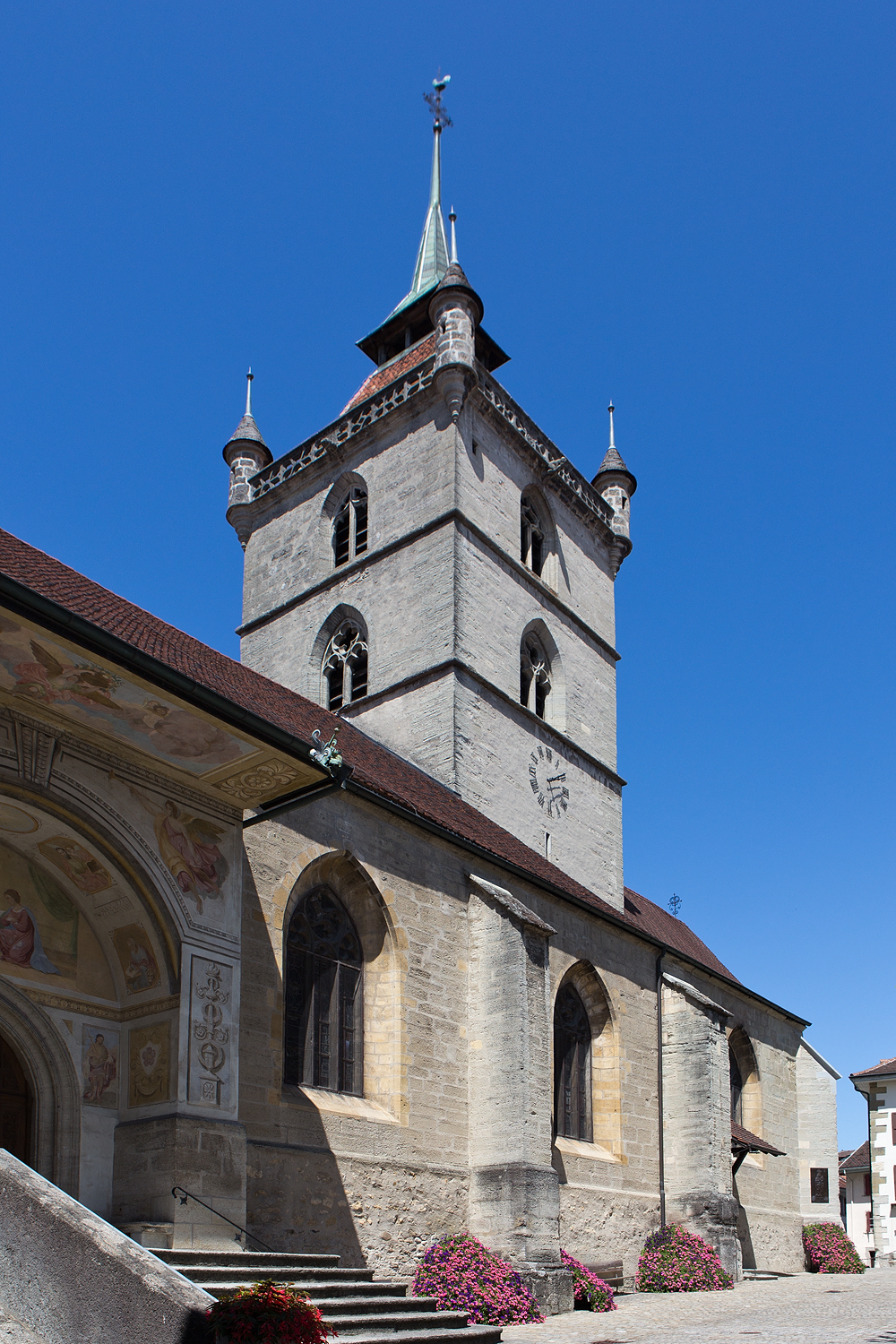
Kollegiatkirche Saint-Laurent

1244 musste der Bischof von Lausanne die Stadt an Peter von Savoyen übergeben, so dass sie zur Grafschaft und zum späteren Herzogtum Savoyen gehörte. Die Stadt war Sitz eines von den Savoyern eingesetzten Kastlans. Den Bürgern von Estavayer-le-Lac wurden 1350 gewisse Freiheiten zugesprochen. Am 27. Oktober 1475, während der Burgunderkriege, wurde das Städtchen von den Eidgenossen erobert. In der Folge residierte ab 1488 im Schloss Chenaux ein freiburgischer Kastlan.
Im Rahmen der Eroberung des Waadtlandes besetzte Freiburg 1536 das Schloss Savoie und annektierte dessen Teilgebiet. Gleichzeitig wurde die ehemalige Herrschaft Estavayer in eine freiburgische Landvogtei umgewandelt. Als Vogteisitz diente fortan das Schloss Chenaux. Nachdem 1632 die dritte Linie der Herren von Estavayer ausgestorben war, kam das gesamte frühere Herrschaftsgebiet 1635 in freiburgischen Besitz. Die Landvogtei Estavayer umfasste jetzt sämtliche Dörfer östlich der Stadt, die heute zum Broyebezirk gehören, und reichte im Süden über die Ortschaften der heutigen Gemeinde Les Montets bis nach Nuvilly. Als Exklave gehörten auch Delley, Portalban und Vallon zur Vogtei.
Durch schwere Pestepidemien wurde die Stadtbevölkerung um 1600 stark dezimiert. Nach dem Zusammenbruch des Ancien Régime im Jahr 1798 war Estavayer-le-Lac während der Helvetik und der darauffolgenden Zeit Hauptort des Bezirks Estavayer, bevor es 1848 in den Bezirk Broye eingegliedert wurde. Die Stadt blieb als einziges grösseres Zentrum weiterhin Hauptort des Broyebezirks. Am 1. Januar 2012 wurde Font eingemeindet.

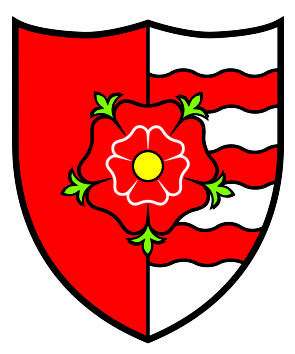
Das alte Wappen von Estavayer-le-Lac

## Sehenswürdigkeiten

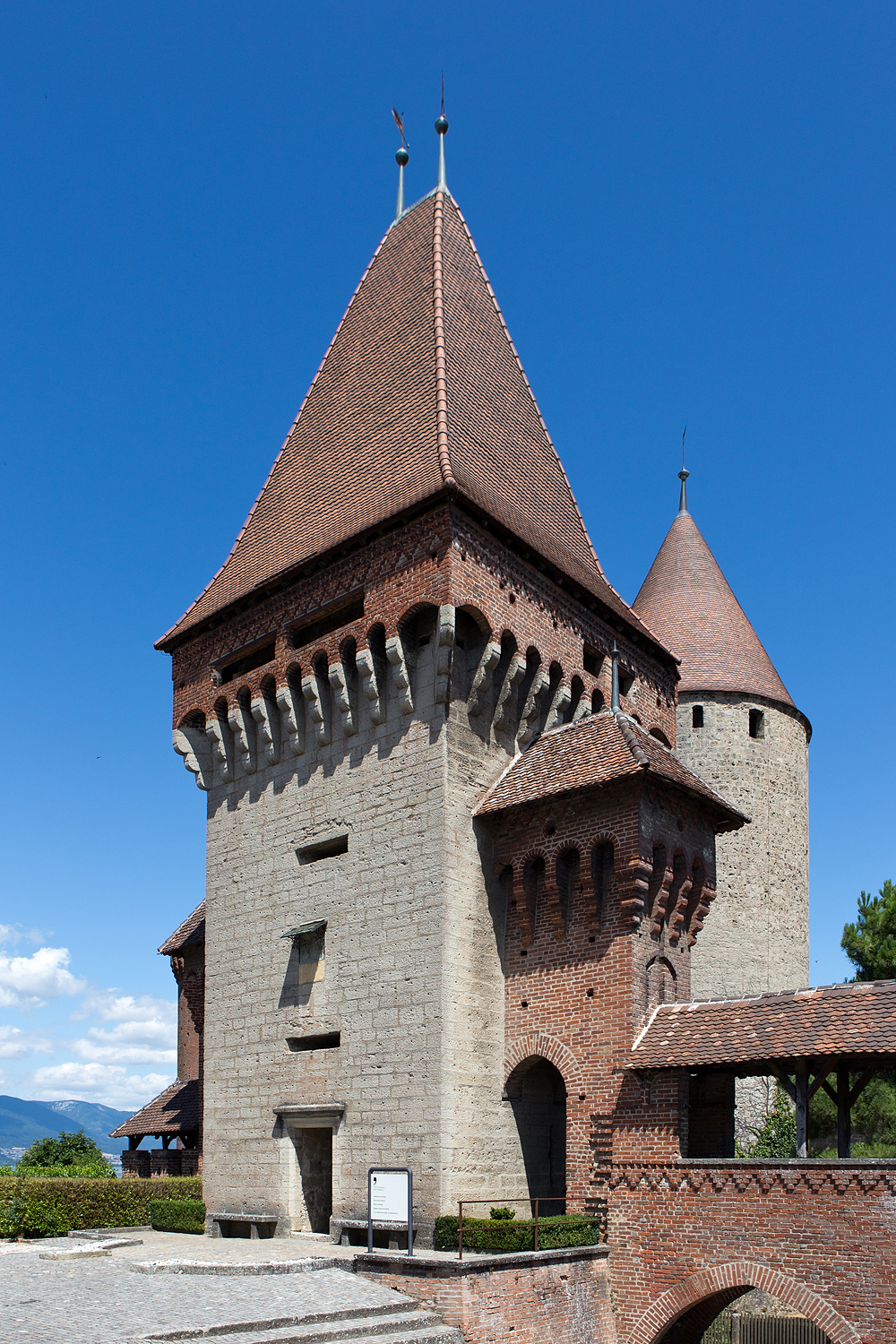
Wehrturm und Bergfried des Schlosses Chenaux

Estavayer-le-Lac besitzt eine mittelalterliche Altstadt mit einem Ortsbild von nationaler Bedeutung. Der unregelmässige Stadtgrundriss bedeckt eine Fläche von rund 300 m × 200 m. Die Stadtmauer aus dem 13. Jahrhundert ist noch zum grossen Teil erhalten. Sie wird durch verschiedene Türme verstärkt und weist vier Tore auf, nämlich im Uhrzeigersinn beginnend beim Château Chenaux die Porte du Camus, das Tor beim Dominikanerinnenkloster, die Porte de la Thiolleyres und die Porte de la Rochette.
Herausragendes Bauwerk der Stadt ist das Schloss Chenaux über dem Steilhang am Nordostrand der Altstadt. Es wurde im 13. Jahrhundert unter der savoyischen Herrschaft errichtet. Typisch für das savoyische Schloss sind die viereckige Anlage und der mächtige, 33,5 m hohe und mit drei Meter dicken Mauern ausgestattete runde Bergfried, der den Eingang sicherte. In späteren Etappen, teilweise noch in savoyischer Zeit, wurde das Schloss mehrfach umgestaltet und ausgebaut. So kam beispielsweise um 1450 der Torzwinger mit dem befestigten Durchgang hinzu. Die zwei runden Ecktürme mit Pechnasenkranz wurden 1504 fertiggestellt.
Inmitten der Altstadt steht die Kollegiatkirche Saint-Laurent, die in der Zeit zwischen 1379 und 1525 an der Stelle eines älteren Gotteshauses im Stil der Gotik erbaut wurde. Die dreischiffige Kirche mit Rechteckchor ist in ihrem ursprünglichen Bauzustand erhalten, der Glockenturm wird durch Echauguetten gekrönt. Zur reichen Innenausstattung gehören unter anderem ein Hochaltar von 1638 bis 1640 und das reich geschnitzte Chorgestühl von 1522 bis 1524.

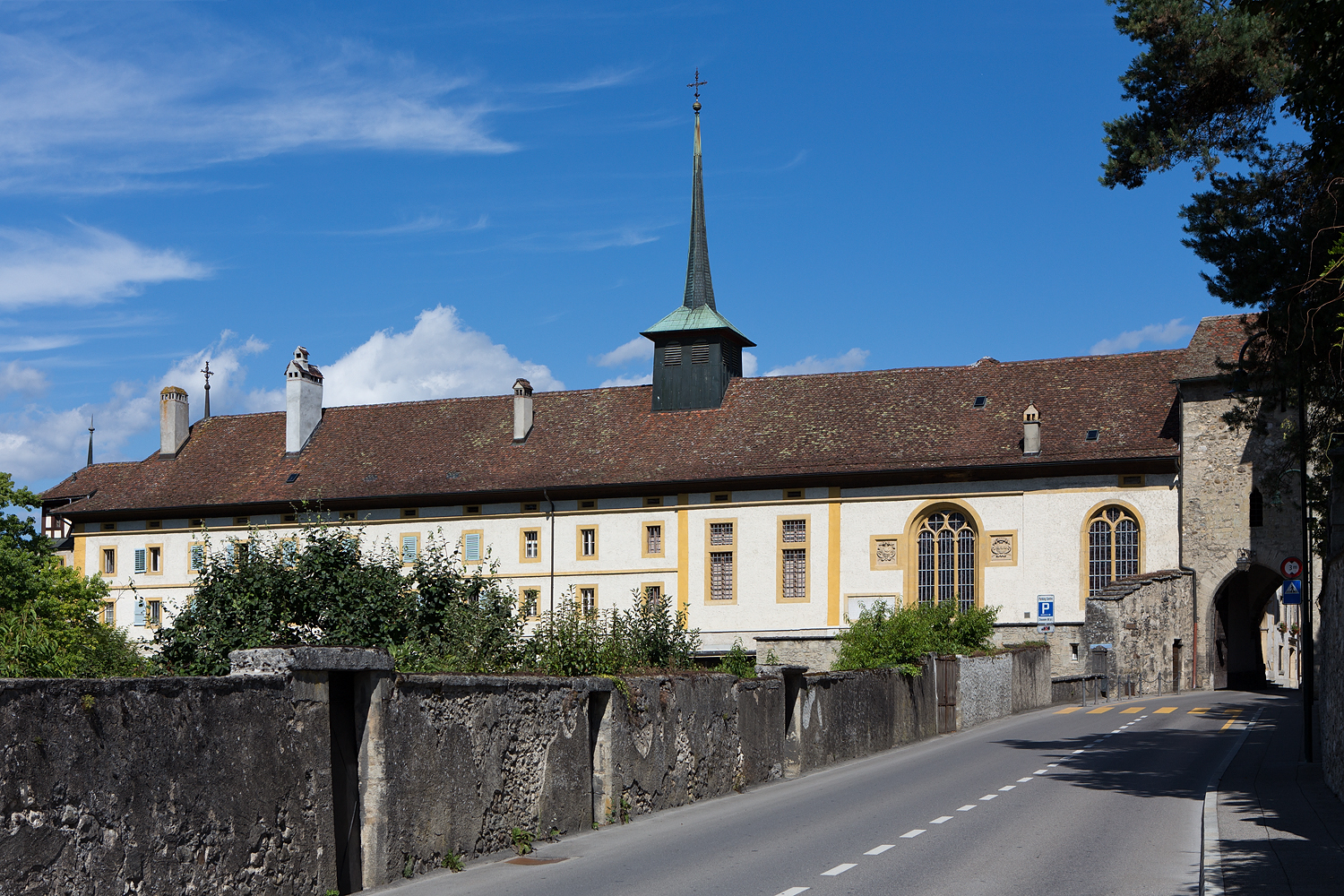
Dominikanerinnenkloster

Das Dominikanerinnenkloster am Südrand der Altstadt wurde 1316 gegründet und im 18. Jahrhundert umfassend restauriert, teilweise neu gebaut. Der dreischiffige Bau der Dominikanerinnenkirche stammt von 1697. Als weitere Kirchenbauten sind die gotische Chapelle de Rivaz (1449 erbaut und 1539 umgestaltet) sowie die neugotische Chapelle de l’Institut du Sacré Cœur (1904/1905) zu nennen.
Die historische Altstadt hat ihr mittelalterliches Gepräge mit engen Gässchen, teilweise schiefen Häusern, Arkadengängen und schönen Plätzen bewahrt. Die Bausubstanz stammt zum grossen Teil aus dem 17. Jahrhundert. Besonders erwähnenswert sind das Hôtel du Cerf aus dem 16. Jahrhundert; das Maison de la Dîme (Zehntehaus), das im 15. Jahrhundert erbaut wurde und heute das Fröschemuseum mit bedeutenden lokalhistorischen, frühgeschichtlichen Funden und Burgunderwaffen beherbergt; sowie das für den Pannerherrn von Estavayer im Jahr 1775 erbaute Haus am Kirchplatz.

## Persönlichkeiten

### Söhne und Töchter der Stadt
- Jean Broye (1797–1870), Politiker und Staatsrat des Kantons Freiburg
- Philippe Fournier (1818–1886), Politiker und Staatsrat des Kantons Freiburg
- Laurent Chaney (1833–1883), Jurist und Politiker
- Arthur Techtermann (1841–1909), Politiker und Staatsrat des Kantons Freiburg
- Alfred Chassot (1846–1910), Politiker und Staatsrat des Kantons Freiburg
- Vincent Gottofrey (1862–1919), Jurist, Hochschullehrer und Politiker
- Victor Buchs (1866–1953), Politiker und Staatsrat des Kantons Freiburg
- Jules Bovet (1887–1971), Politiker und Staatsrat des Kantons Freiburg
- Georges Ducotterd (1902–1979), Politiker (BGB) und Staatsrat des Kantons Freiburg
- Abbé Pierre Kaelin (1913–1995), Priester, Komponist und Chorleiter
- Gabriel Bullet (1921–2011), Geistlicher und römisch-katholischer Weihbischof im Bistum Lausanne, Genf und Freiburg
- Jean-Claude Périsset (* 1939), römisch-katholischer Erzbischof und Diplomat des Heiligen Stuhls
- Raphaël Rimaz (1943–2017), Politiker und Staatsrat des Kantons Freiburg
- Raynald Droz (* 1965), Brigadier
- Sylvie Bonvin-Sansonnens (* 1971), Politikerin

### Personen, die mit dem Ort in Verbindung standen
- Auguste Marmier (1841–1894), Jurist und Politiker